# Automeris iguaquensis
Automeris iguaquensis é uma espécie de mariposa do gênero Automeris, da família Saturniidae.
Sua ocorrência foi registrada na Colômbia, em Boyacá, município de Tunja, no Santuário Nacional de Flora e Fauna de Iguaque, a 2.900 m de altitude. Entretanto sua primeira captura se deu no Equador, em Pichincha, em 1975.
Com uma envergadura entre 65 a 73 mm, é uma espécie parecida com a A. alticola e a A. caucensis, porém notadamente menor que a primeira e com uma coloração distinta da segunda, entre outros detalhes.
Entre outras particularidades apresenta um ponto disforme de cor branca na parte central do ocelo das asas anteriores que a torna distinta das outras espécies.